# Städtisches Kathrein-Stadion
Le Städtisches Kathrein-Stadion est une patinoire située à Rosenheim en Allemagne. 

## Description
Elle ouvre en 1961.
La patinoire accueille notamment l'équipe de hockey sur glace des Starbulls Rosenheim de la DEL2. La patinoire a une capacité de 4 750 spectateurs.